# Walter Johannes Damrosch

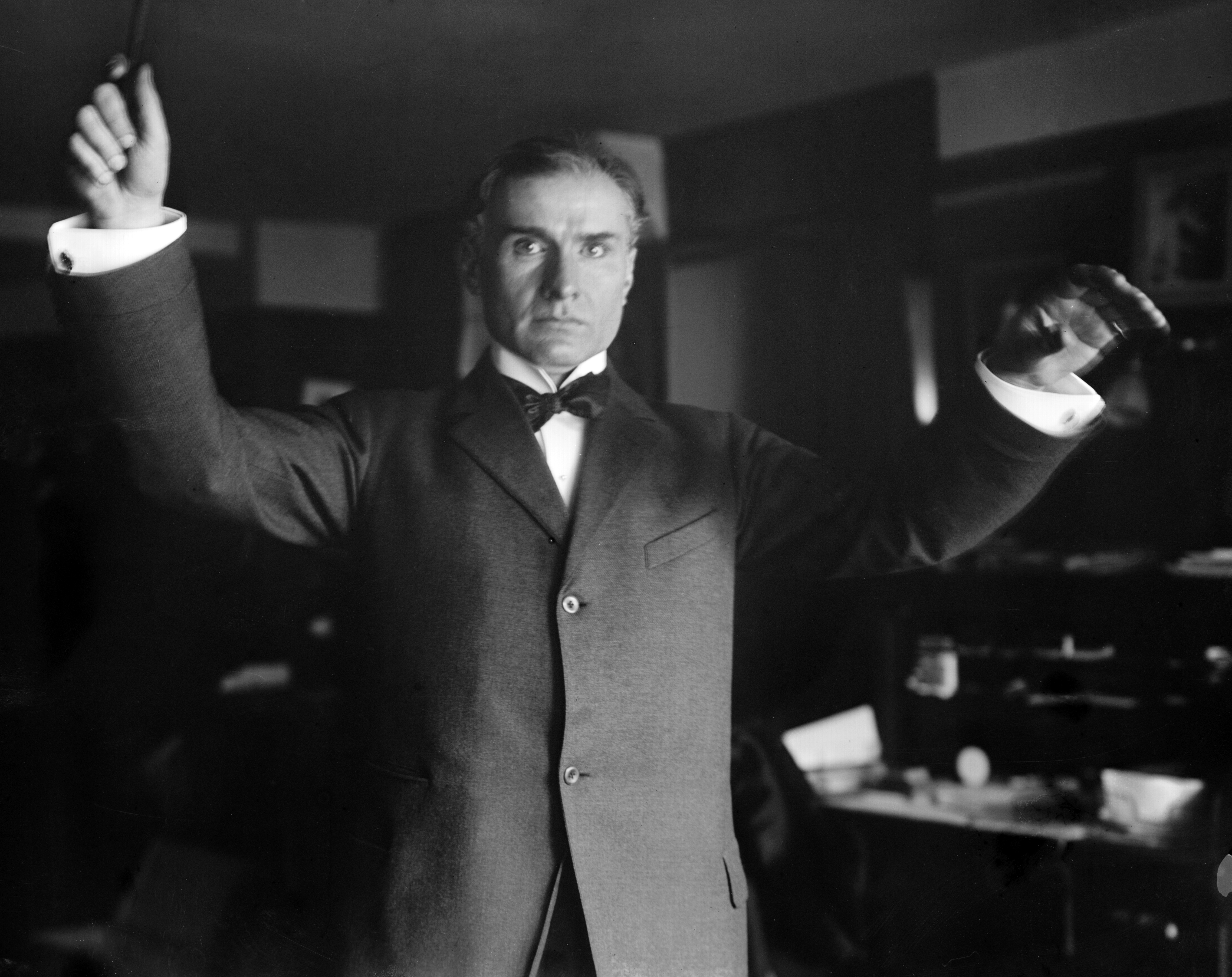
Walter Damrosch.

Walter Johannes Damrosch (Breslau, Prusia, 30 de enero de 1862-Nueva York, 22 de diciembre de 1950) fue un director de orquesta y compositor estadounidense, de origen alemán.

## Biografía
Walter Damrosch era hijo del compositor y director de orquesta Leopold Damrosch (1832-85) y él fue quien le enseñó. Emigró en 1871 a los Estados Unidos y desempeñó un papel importante en el Nueva York musical del cambio de siglo: desde 1885 a 1891, fue asistente de director de orquesta en el Met, de 1885 a 1898 y de 1917 a 1921 dirigió la «New York Oratorio Society». Como sucesor de su padre, fue director desde 1885 a 1928 de la «New York Symphony Society» (más tarde New York Symphony Orchestra). Desde 1894 hasta 1899, también formó su propia compañía de ópera, la «Damrosch Opera Company», con cantantes alemanes principalmente.
Damrosch se hizo un nombre sobre todo como director de Richard Wagner, aunque también dirigió obras de sus contemporáneos, como George Gershwin y Aaron Copland. En 1921 fue cofundador del «American Conservatory» en Fontainebleau. Como asesor, estuvo en la NBC desde 1927, siendo uno de los pioneros en el campo de la interpretación de música en la radio, y como tal llegó a ser uno de los que más popularizó la música clásica europea en los Estados Unidos. El 13 de diciembre de 1928 se estrenó bajo su batuta la obra Un americano en París en el Carnegie Hall de Nueva York de George Gershwin.
Damrosch fue el director musical de la National Broadcasting Company bajo las órdenes de David Sarnoff, y de 1928 a 1942, presentó el programa "Music Appreciation Hour", una popular serie de lecturas de radio sobre música clásica dirigidas a estudiantes. (El show era emitido en horario escolar, y a los profesores se les entregaban libros de texto y cuadernos del programa). Una de las pocas grabaciones que Damrosch hizo fue toda la música del ballet de la ópera Rey Henry VIII de Camille Saint-Saëns, con la Orquesta Sinfónica Nacional de Washington D. C., para RCA Victor.
Aunque hoy día se le recuerda solamente como director de orquesta, fue igualmente conocido como compositor. Escribió cinco óperas —The Scarlet Letter, 1896; The Dove of Peace (La Paloma de la Paz), 1912; Cyrano de Bergerac, 1913, The Man Without a Country (El hombre sin país), 1937 y The Cloak Opera, 1942—, la música incidental para Electra (1918), Schauspielmusiken, una Sonata para violín y algunas canciones. La Enciclopedia Británica de 1911 dijo sobre él:

Damrosch... el eminente director de la Orquesta Sinfónica de Nueva York, y de varias prometedoras óperas, se ha establecido como un compositor poético y original, no solo por su ópera, "La carta escarlata", sino por canciones tales como la intensamente dramática "Danny Deever.

Algunas de sus óperas se interpretan en alguna ocasión hoy en día. Sus grabaciones de Wagner están disponibles en todo el mundo, con gran éxito.
En 1923 Damrosch publicó una autobiografía con el título de My Life Musical (Mi Vida Musical).